# FKパランガ
フトボロ・クルバス・パランガ（Futbolo klubas Palanga）は、リトアニアのパランガをホームタウンとするサッカークラブである。

## 歴史
リトアニアのサッカー歴史家のゲディミノ・カリナウスコ (Gedimino Kalinausko) によると、パランガ最初のサッカークラブは1957年にネムノ (Nemuno) として創設された。1958年にジャルギリス (Žalgiris)、1960年にスタティービニンカス (Statybininkas)、1965年にスタティーバ (Statyba)、1966年にナグリス (Naglis)、1968年にケル (Ker)、1970年にギンタロ (Gintaro)に改称された。ギンタロはIIリーガに所属していた2005年に解散した。
2010年秋にパランガが創設され、2011年はIIリーガ西地域で全勝優勝した。2012年からIリーガに所属し、2015年に5位、2016年に2位になり、最初のクラブ創設から60周年にあたる2017年に優勝して最上位リーグのAリーガに昇格した。
2018年はAリーガ7位に終わり、Iリーガ2位のDFKダイナヴァとの入れ替え戦に出場、アウェーの第1戦は3-0で勝利した。ホームの第2戦も2-0で勝利してAリーガに残留した。

## 獲得タイトル
- Iリーガ：1回
  - 2017

## 過去の成績
| シーズン | ディビジョン | ディビジョン | ディビジョン | ディビジョン | ディビジョン | ディビジョン | ディビジョン | ディビジョン | ディビジョン | LFFタウレー  |
| シーズン | リーグ       | 順位         | 試           | 勝           | 分           | 敗           | 得           | 失           | 点           | LFFタウレー  |
| -------- | ------------ | ------------ | ------------ | ------------ | ------------ | ------------ | ------------ | ------------ | ------------ | ------------ |
| 2015     | Iリーガ      | 5位          | 34           | 19           | 7            | 8            | 84           | 38           | 64           |              |
| 2015     | Iリーガ      | 5位          | 34           | 19           | 7            | 8            | 84           | 38           | 64           |              |
| 2016     | Iリーガ      | 2位          | 30           | 21           | 7            | 2            | 96           | 29           | 70           |              |
| 2016     | Iリーガ      | 2位          | 30           | 21           | 7            | 2            | 96           | 29           | 70           | ベスト16     |
| 2017     | Iリーガ      | 1位          | 28           | 19           | 4            | 5            | 64           | 36           | 61           | ベスト16     |
| 2018     | Aリーガ      | 7位          | 28           | 5            | 5            | 18           | 17           | 58           | 20           | 準々決勝敗退 |
| 2019     | Aリーガ      | 7位          | 28           | 6            | 1            | 21           | 29           | 70           | 19           | 準決勝敗退   |
| 2020     | Iリーガ      | 位           |              |              |              |              |              |              |              |              |

## 歴代所属選手
- ルクマン・ハルナ 2018